# Bullimus bagobus
Bullimus bagobus là một loài động vật có vú trong họ Chuột, bộ Gặm nhấm. Loài này được Mearns mô tả năm 1905.